# آموس آدامز لورانس
آموس آدامز لورانس (بالإنجليزية: Amos Adams Lawrence)‏ هو سياسي أمريكي، ولد في 31 يوليو 1814 في غروتون في الولايات المتحدة، وتوفي في 22 أغسطس 1886 في الولايات المتحدة.